# Basic Nitrox Diver
Basic Nitrox Diver je typ kurzu potápění. Kurz je vhodný pro pokročilé potápěče, jelikož je vyžadován certfikát.
V rámci kurzu Basic Nitrox Diver si potápěč rozšíří teoretické a praktické dovednosti pro potápění s Nitroxem, jinak řečeno EANx – Enriched Air Nitrogen)
Pokud potápěč daný kurz úspěšně projde, bude si moci vybírat vlastní optimální směs kyslíku pro ponory. Optimální obsah kyslíku se pohybuje od 21 % do 40 %

## Výukové materiály
Pro úspěšné dokončení kurzu je také nutná teoretická příprava. Potápěč se tedy musí vzdělávat. Pro tento kurz existuje materiál
přímo od IANTD Basic Nitrox Diver manuál. Další důležitou součástí pro výuku kurzu jsou IANTD tabulky pro potápění a to konkrétně EAN26 – EAN40.

## Výstupy kurzu
Výstupem z kurzu od IANTD je osvědčení o absolvování Basic Nitrox Diver (v úspěšném případě). Tento certifikát(osvědčení) je uznáváno po celém světě a je pro sportovní i technické potápěče.

## Ostatní kurzy
IANTD nabízí další kurzy
- Open Water Diver
- Advanced Open Water Diver
- Advanced Nitrox Diver
- Rescue Diver
- Deep Air Diver
- Divemaster